# Ruta 154 (Costa Rica)
La Ruta 154, oficialmente Ruta Nacional Secundaria 154, es una ruta nacional de Costa Rica ubicada en la provincia de Alajuela.

## Descripción
En la provincia de Alajuela, la ruta atraviesa el cantón de Grecia (los distritos de Grecia, Puente de Piedra).